# Kaltrina
Kaltrina (von albanisch kaltër = blau) ist ein weiblicher Vorname, der ursprünglich aus Albanien kommt und sich von da aus in Europa und insbesondere auch der Schweiz verbreitet hat. Er bedeutet so viel wie die vom Himmel Gesandte, der blaue Himmel.